# Sabbia
Sabbia är en ort och frazione i kommunen Varallo i provinsen Vercelli i regionen Piemonte, Italien. Sabbia var före den 1 januari 2018 en egen kommun, men inkorporerades då in i kommunen Varallo. Kommunen hade före inkorporeringen 54 invånare.